# Pennyroyal Tea
〈Pennyroyal Tea〉는 미국의 록 밴드 너바나의 노래다. 밴드의 세 번째이자 마지막 정규 음반 《In Utero》 (1993)의 아홉 번째 트랙으로 실렸다. 노래는 1994년 4월에 음반의 수록곡 중 세 번째로 싱글컷 되기로 예정돼 있었지만, 커트 코베인의 죽음 뒤 같은 달 이 계획은 취소되었다. 싱글은 2014년 4월의 레코드 스토어 데이를 맞이하여 7인치 한정반으로 출시되어 빌보드 핫 100 싱글 판매 차트에서 1위에 올랐다.

## 작곡 및 녹음
1993년 발간된 너바나의 전기 《컴 애스 유 어: 너바나 이야기》에서 저자 마이클 아제라드는 코베인이 워싱턴주 올림피아에 있는 데이브 그롤의 아파트에서 1990년에 쓴 것으로 본다. 코베인은 이렇게 설명한다. "데이브와 전 4트랙 언저리의 녹음기를 만지작 거렸어요. 그리고 한 30초쯤 걸려서 곡을 썼죠. 그 뒤 30분가량 앉아서 가사를 쓰고 저희끼리 녹음했습니다." 허브 페니로열은 가끔씩 낙태약으로 사용되기도 한다. 2002년 발간된 코베인의 《저널》에서, 그는 《In Utero》의 수록곡을 설명하며 곡의 내용을 썼다. 〈Pennyroyal Tea〉에 주어진 세부 설명은 단순한 한 구절이 끝이다. "실패한 허브(herbal abortive) ... 쓸모가 없는 이 히피 자식"
1993년의 10월의 《임팩트》 인터뷰에서는 코베인이 더욱 자세한 곡의 뒷배경을 설명했다. 그는 이 곡이 우울증을 앓는 사람에 대한 것이라고 말했다. "코베인에게 '페니로열 차'가 소화불량에 대한 것인지를 묻자 그는 입에 웃음을 살짝 머금었다. '페니로열 차'는 실패한 허브에요' 그가 말했다. '그것을 소재로 사용한 이유는 제 많은 친구들이 그를 사용하고 있었고, 또 소용이 없었기 때문이죠. 노래는 우울증을 넘어선 한 사람을 그리고 있어요. 한 마디로 임종의 자리인 거죠.' 코베인은 심각한 복부 통증을 겪고 있었기에 그의 작년에는 잘 활자화되어 있었다. '그래요, 노래에 제대로 물들인 것이죠.' 그는 인정했다. 그리고 나는 '캐나다인' 레너드 코언 내세(afterworld)에 대한 언급을 묻지 않을 수가 없었다. '그런 제 방식의 치료 요법이에요. 전 우울하거나 아플 때면 베케트의 《말론은 죽다》 같은 작품을 읽거나 레너드 코언을 듣곤 해요. 사실 더 악화시키긴 하지만요.' 그는 웃었다."
2004년 레너드 코언은 《가디언》 지에서 이렇게 말했다. "그 젊은이에게 말을 건내지 못해 안타깝습니다. 젠 센터에서 마약 문제를 겪거나 주일 학교에서 벗어나고 싶어하는 이들을 많이 보았어요. 언제나 대체제는 있기 마련이고, 그러니 저는 그에게 무언가 해 줄 기회도 있었어요." 밴드는 1991년과 1992년 사이 라이브로 여러 번 공연했으나, 스튜디오에서 정식으로 녹음되는 것은, 스티브 알비니와 함께 《In Utero》의 음반을 녹음하게 되는 1993년의 일이다. 월마트와 케이마트에서는 스콧 릭이 리믹스한 검열된 버전이 수록되었고, 이는 2002년도의 컴필레이션 《Nirvana》에 실려 나온다. 그리고 같은 믹스가 추후의 싱글에 수록된다.

## 표지

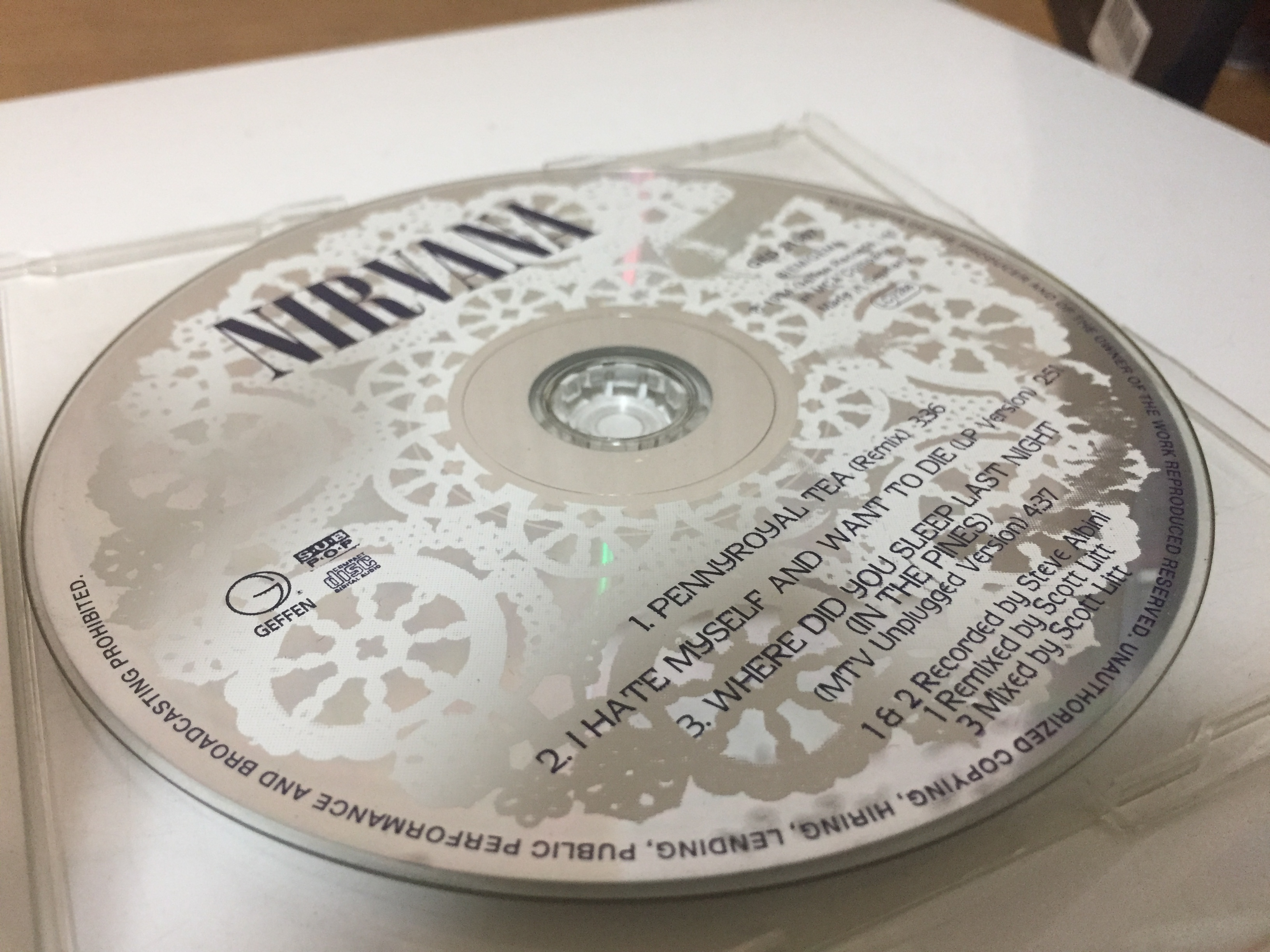
NIRVANA Pennyroyal Tea GED 21907(1994)

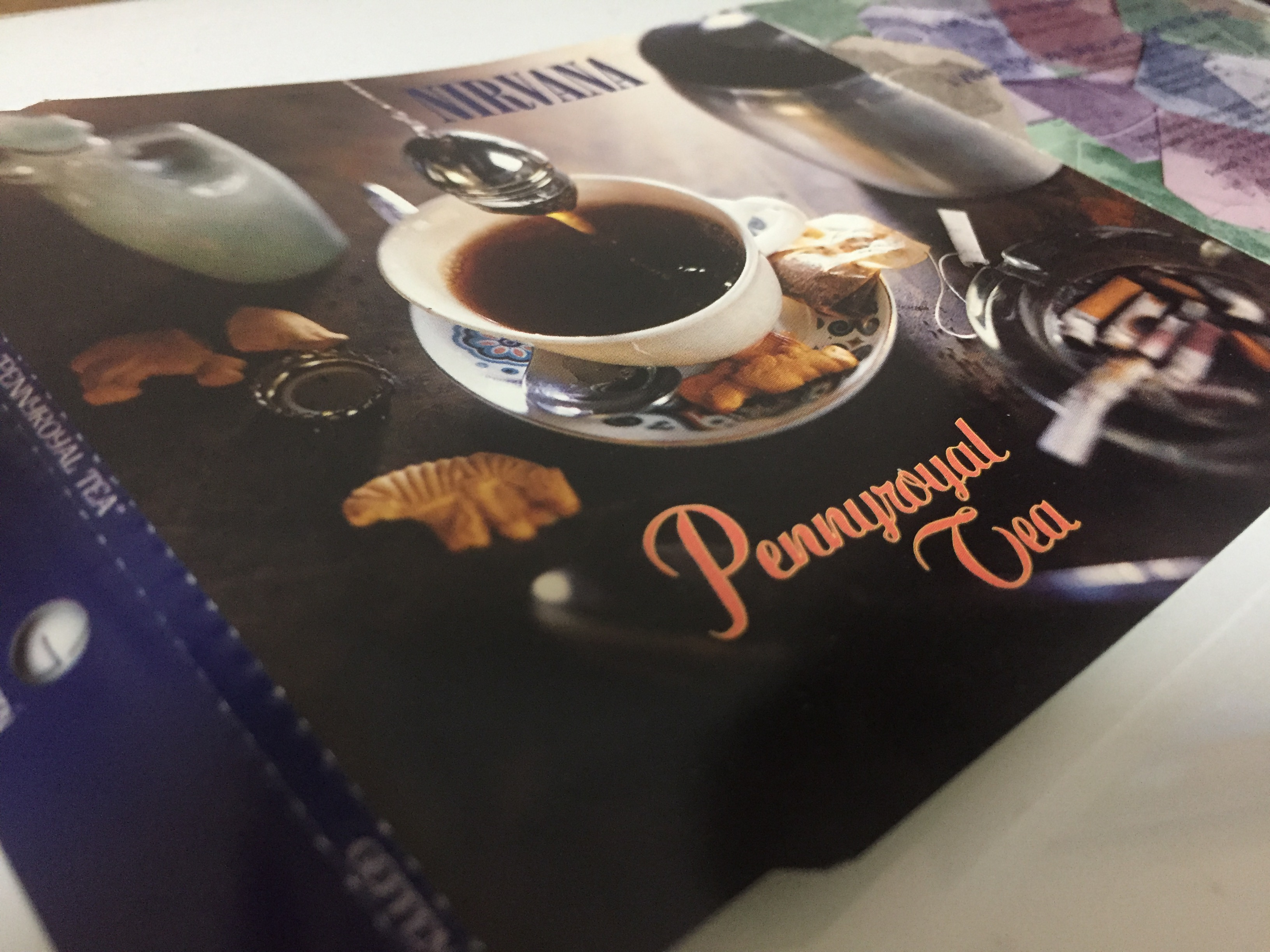
NIRVANA Pennyroyal Tea GED 21907(1994)

《인 유트로》의 저자 길리엄 G. 가르에 따르면 1994년 4월 계획된 〈Pennyroyal Tea〉의 삽화에 코베인은 전혀 개입하지 않았다. 싱글의 트랙은 배드 애니멀스에서 스콧 릭이 1993년 11월 22일 리믹스했다. 노래의 제목과 연장선에 있는 표지에는 테이블 위에 차가 담긴 컵이 올려져 있다. 다음으로 담배꽁초로 채워진 재떨이와 수탉 모양의 크림 용기, 그리고 곳곳에 동물 쿠키 몇 개가 놓여져 있다. 이를 디자인한 로버트 피셔는 이렇게 회상했다. "우리가 작업을 끝내기는 했지만 커트가 승인했을 지 거절했을 지 모르는 일이에요. 저는 승인하는 등의 일로 그가 경영진에게 총에 맞은 게 아닐까 생각하기도 했어요."

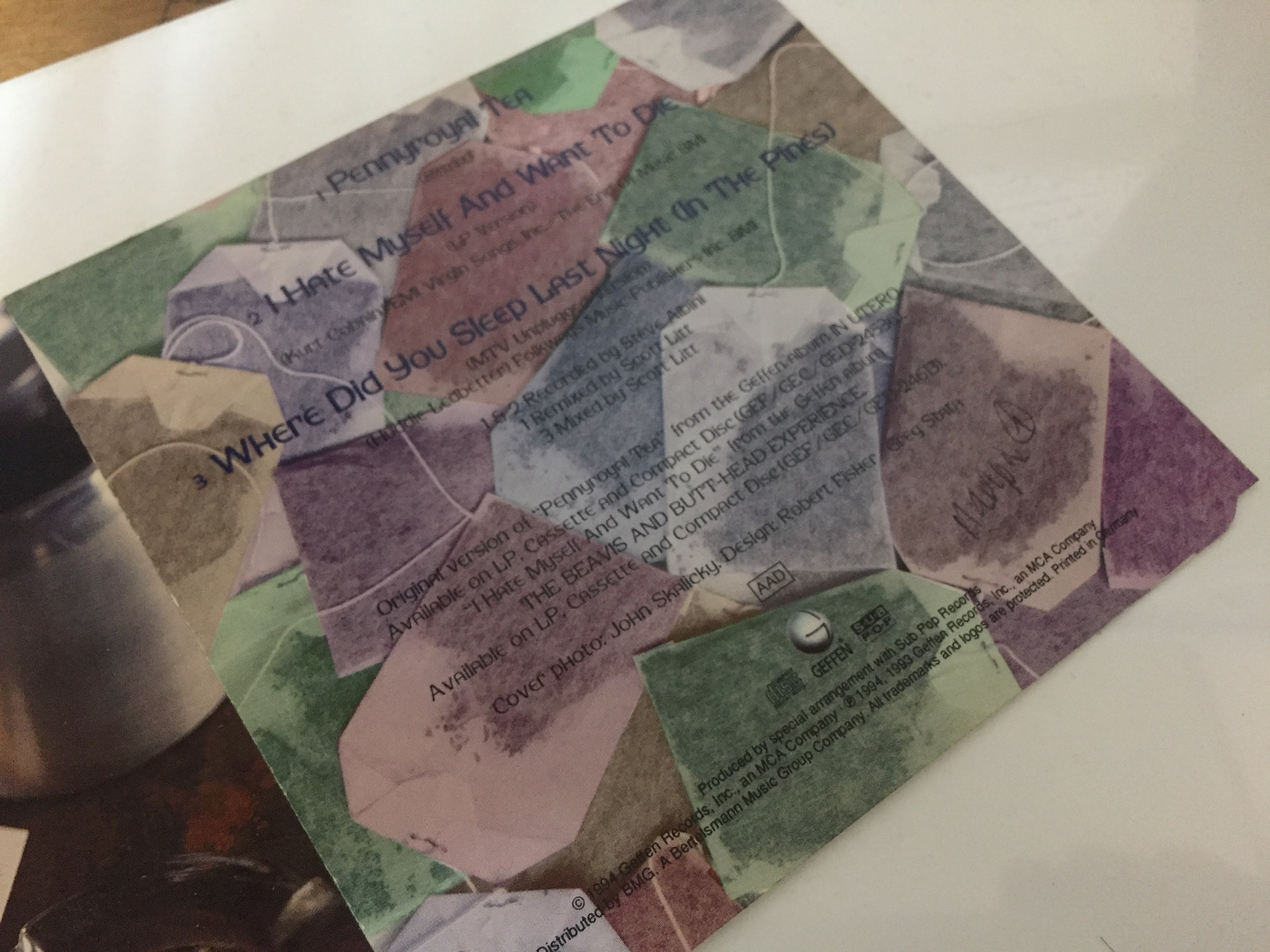
NIRVANA Pennyroyal Tea GED 21907(1994)

## 뮤직비디오
감독 안톤 코르빈이 〈Pennyroyal Tea〉의 영상 연출을 위해 제의를 받았으나, 그는 〈Heart-Shaped Box〉을 뛰어넘는 영상을 제작한다는 것은 불가능할 것 같았기에 거절했다. 제프리 플랜스커가 새로운 감독으로 기용되었다. 코베인의 죽음에 따라 이 뮤직비디오는 폐기되었고 이후로 곡의 뮤직비디오는 단 한 번도 출시되지 않았다.

## 출시
〈Pennyroyal Tea〉의 싱글은 너바나의 리더 커트 코베인의 죽음 뒤 곧바로 회수되었다. 당시의 버전이 소매된 곳은 독일이었고 그곳은 제작 및 배급이 이루어진 곳이었다. 이 싱글들은 음반사에 의해 회수 및 폐기되었지만 몇몇은 살아남았다. 싱글의 취소에 대한 명백한 이유는 B 사이드의 노래의 제목이 〈I Hate Myself and Want to Die〉(→나 자신이 밉고 자살하고 싶어)였기 때문이다. 이러한 이유가 아니더라도 코베인의 죽음으로 금전적 이윤을 취한다는 비난을 피하기 위함일 수도 있다. 영국에서는 홍보용의 CD 싱글이 제작되었고 이는 독일의 CD보다 적게 살아남았다.
《탑 오브 더 팝스》에 내보내려고 계획된 홍보용 공연은 디지털 오디오 테이프의 형태로 남았고 이는 〈Pennyroyal Tea〉의 세 가지 다른 버전의 믹스를 탄생시킨다. 2014년 4월 19일에는 2014년의 레코드 스토어 데이를 맞이하여 〈Pennyroyal Tea〉의 7인치 비닐 싱글이 6000장 한정 생산되었다. 이 싱글은 미국에서의 레코드 스토어 데이로는 최고 판매 비닐 싱글이며, 빌보드 핫 100 싱글 세일 차트에 1위에도 올랐다. 노래의 솔로 및 어쿠스틱 버전의 공연이 《MTV Unplugged in New York》 음반에 담겨 출시되었다. 팻 스미어와 함께한 풀 밴드의 공연 리허설은 DVD에 담겨 있다. 곡의 어쿠스틱 데모는 2004년도 너바나 박스 세트 《With the Lights Out》에 수록되어 있다. 이 박스 세트에는 1991년 4월 17일 오케이 호텔에서 공연한 라이브 버전 또한 존재한다.

## 곡 목록
특별한 기재 사항이 없는 한 모든 곡은 코베인 작곡이다.
| 1994 독일 CD 싱글 (GED 21907) 1. 〈Pennyroyal Tea〉 (릿의 리믹스) 2. 〈I Hate Myself and Want to Die〉 3. 〈Where Did You Sleep Last Night (In the Pines)〉 (live) (전통 가요) 1994 영국 홍보 CD 싱글 (NIRPRO) 1. 〈Pennyroyal Tea〉 (릿의 리믹스) 1994 영국 CD 싱글 (광고를 제외하면 제작 취소) 1. Pennnyroyal Tea" (릿의 리믹스) 2. 〈I Hate Myself and Want to Die〉 3. 〈Where Did You Sleep Last Night (In the Pines)〉 (live) (전통 가요) 1994 영국 카세트 싱글 (계획되었으나 제작 취소) 1. 〈Pennyroyal Tea〉 (릿의 리믹스) 2. 〈Where Did You Sleep Last Night (In the Pines)〉 (live) (전통 가요) | 1994 영국 7" 비닐 싱글 (카드 표지를 제외하면 제작 취소) 1. 〈Pennyroyal Tea〉 (릿의 리믹스) 2. 〈Where Did You Sleep Last Night (In the Pines)〉 (live) (전통 가요) 2014 레코드 스토어 데이 7" 비닐 싱글 재출시 1. 〈Pennyroyal Tea〉 (릿의 리믹스) 2. 〈I Hate Myself and Want to Die〉 |  |

## 차트 순위
| 차트 (2014)                                | 최고 순위 |
| ------------------------------------------ | --------- |
| 영국 피지컬 싱글 차트 (오피셜 차트 컴퍼니) | 4         |
| 영국 록/메탈 (오피셜 차트 컴퍼니)          | 26        |
| 영국 싱글 (오피셜 차트 컴퍼니)             | 121       |
| 미국 핫 싱글 차트 (《빌보드》)             | 1         |

## 참여 인원
〈Pennyroyal Tea〉의 라이너 노츠에 있는 디자인 인원을 제외하면 아래의 모든 참여 인원은 《In Utero》의 라이너 노츠에서 발췌한 것이다.
너바나
- 커트 코베인 – 보컬, 기타, 백 보컬
- 크리스 노보셀릭 – 베이스
- 데이브 그롤 – 드럼

제작 인원
- 스티브 알비니 – 프로쥬서, 엔지니어
- 애덤 캐스퍼 – 엔지니어
- 스콧 릿 – 믹싱
- 밥 루드비히 – 마스터링

디자인 인원
- 로버트 피셔 – 미술 감독, 디자인
- 그렉 스타타 – 미술 감독, 디자인
- 존 스카리키 – 사진

## 수상
| 연도 | 발표    | 국가 | 포상                                              | 순위 |
| ---- | ------- | ---- | ------------------------------------------------- | ---- |
| 2004 | 《NME》 | 영국 | 최고의 너바나 노래 20곡                           | 8    |
| 2004 | 《Q》   | 영국 | 싱글로 나왔어야 했으나 그러지 못한 음반 트랙 12곡 | 2    |
| 2007 | KROQ-FM | 미국 | 90년대 최고의 500개 노래                          | 461  |

## 참고 문헌
- Azerrad, Michael (1993). 《Come as You Are: The Story of Nirvana》. New York: Doubleday. ISBN 0-86369-746-1.